# Кінащук Наталія Леонідівна
Ната́лія Леоні́дівна Кінащук (нар. 2 лютого 1968 року, Чернівці) — директорка Чернівецького ліцею № 1 математичного та економічного профілів, учитель-методист, відмінник освіти України (1998) заслужений вчитель України (2007), переможець всеукраїнського конкурсу «Учитель року — 2007», співавторка підручників та посібників з математики.

## Біографічні дані
Народилася 2 лютого 1968 року в Чернівцях.
У 1991 році закінчила математичний факультет Чернівецького державного університету, отримала кваліфікацію викладача математики.
З 1989 року працювала вчителем математики в Чернівецькій гімназії № 2. З 2004 року — заступником директора з навчально-виховної роботи гімназії. З 2009 року — директорка Чернівецького ліцею № 1.

## Наукова робота
Розробила чотирикомпонентну модель навчання, що передбачає:
- елементи модульно-розвивальної системи навчання;
- тестові технології як засіб моніторингу рівня навчальних досягнень та сформованих навичок;
- використання комп'ютерних технологій для підвищення мотивації навчання;
- інтегративний підхід у навчанні математики для формування базових компетентностей[2][3].

Згадану модель презентувала на конференціях і семінарах:
- Міжнародна науково-практична конференція «Система неперервної освіти: здобутки, пошуки, проблеми» (м. Чернівці, 1996);
- Всеукраїнська конференція «Актуальні проблеми вивчення природничо-математичних дисциплін у загальноосвітніх навчальних закладах України» (м. Київ, 1999);
- Всеукраїнський семінар «Інформатизація навчально-виховного процесу» (м. Чернівці, 2005);
- Обласна науково-практична конференція «Інноваційні проекти закладів освіти Буковини» (м. Чернівці, 2007)[2].

Авторка статей і публікацій:
- «Цикл уроків з навчальної теми «Побудова графіків функцій, що містять змінну під знаком модуля» (2007);
- «Зовнішнє тестування. Математика. 11 клас. Тренувальні вправи» (2007);
- «Технологія розвитку критичного мислення на уроках математики» (2007).

З 2008 року співавторка підручників з алгебри для загальноосвітніх навчальних закладів.
Була в складі журі всеукраїнського конкурсу «Учитель року» в номінації «Математика» (2010), Всеукраїнського турніру юних математиків імені професора М. Й. Ядренка (2014) та Всеукраїнської учнівської олімпіади з математики (2009, 2015).

## Нагороди
- Нагрудний знак «Відмінник освіти України (1998);
- почесне звання «Заслужений вчитель України» (2007);
- лауреат премії імені Юрія Федьковича (2016)[3].